# Bretaňský klub

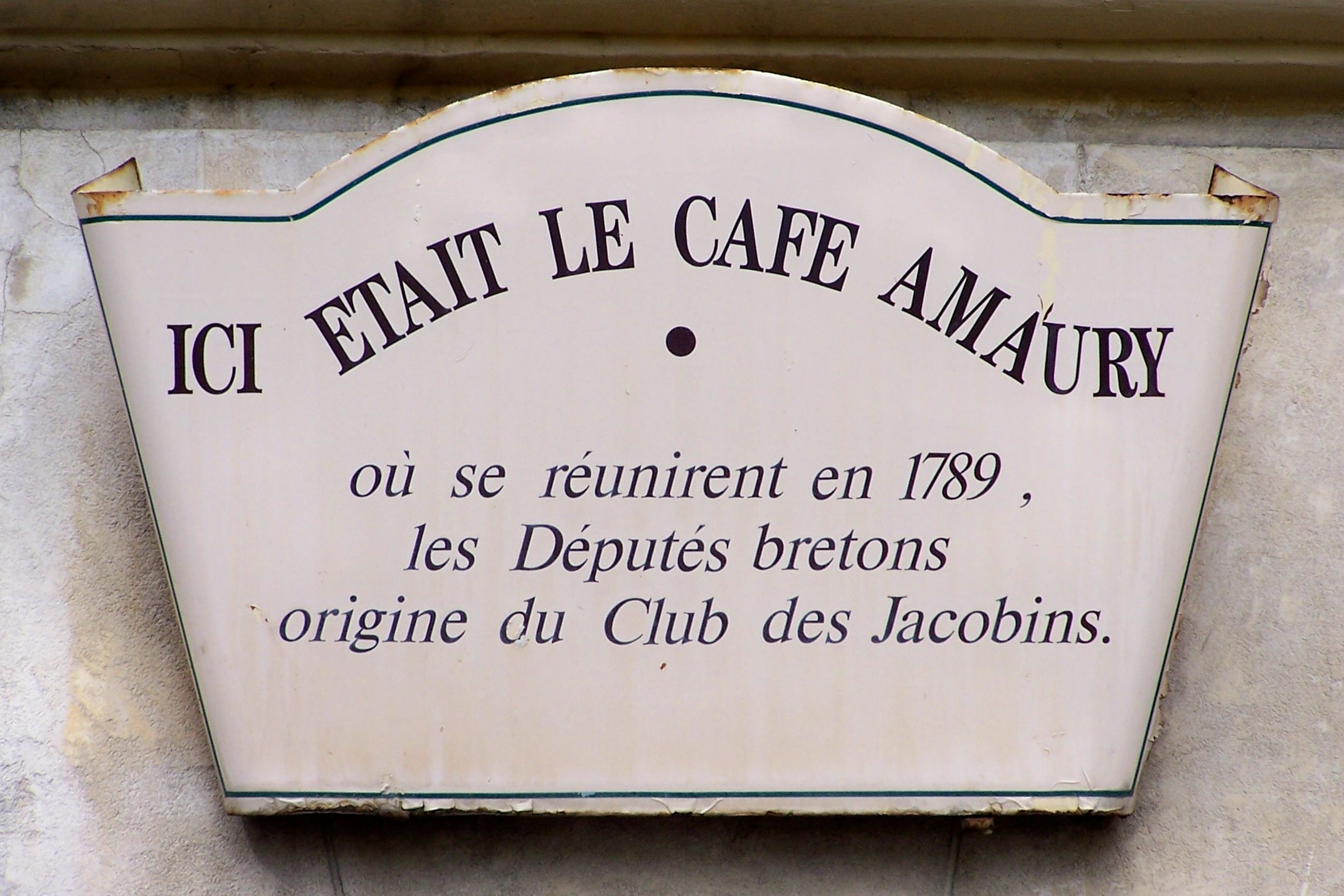
Pamětní deska na budově bývalé kavárny.

Bretaňský klub (francouzsky club breton) bylo politické uskupení v počátcích Velké francouzské revoluce, které bylo předchůdcem jakobínského klubu.

## Historie
Bretaňský klub byl založen 30. dubna 1789. Jeho tradičním místem setkávání byla kavárna Amaury na Avenue de Saint-Cloud č. 36 ve Versailles. Bretaň měla nezávisle na generálních stavech vlastní regionální parlament a tak se jeho zástupci, kteří již měli oproti ostatním poslancům více zkušeností v parlamentarismu, rozhodli, že se budou společně radit před každým zasedáním generálních stavů. Jednalo se zástupce třetího stavu a nižšího duchovenstva, kteří se pravidelně scházeli v prostorách Café Amaury.
V srpnu 1789 se klub rozdělil v otázce veta krále a jeho členové se od té doby nesešli. Po debatě v říjnu 1789 se Emmanuel Joseph Sieyès a Claude-Christophe Gourdan rozhodli obnovit klub, ale ne se všemi jeho bývalými členy. Gourdan převzal návrh a v prosinci 1789 byla v knihovně bývalého jakobínského kláštera v Paříži založen Klub přátel ústavy, jehož členové posléze podle místa svého setkávání získali označení jakobíni.